# توجه، بچه‌ها نگاهمان می‌کنند
توجه، بچه‌ها نگاهمان می‌کنند (فرانسوی: Attention, les enfants regardent‎) فیلمی به کارگردانی سرژ لوروا است که در سال ۱۹۷۸ منتشر شد. از بازیگران آن می‌توان به آلن دلون اشاره کرد.